# جيمس هارفي وارد
جيمس هارفي وارد (بالإنجليزية: James Harvey Ward)‏ هو ممثل أمريكي، ولد في 31 يوليو 1978 بغرينفيل في الولايات المتحدة.

## أعمال

### أفلام
- (2009)  ثأر الهاوي[1][2][3][4][5]
- (2012) نهوض فارس الظلام[6][7][8][9]

### مسلسلات
- عملاء شيلد
- هاواي فايف أو

## وصلات خارجية
- جيمس هارفي وارد على موقع IMDb (الإنجليزية)
- جيمس هارفي وارد على موقع ألو سيني (الفرنسية)
- جيمس هارفي وارد على موقع أول موفي (الإنجليزية)
- جيمس هارفي وارد على موقع قاعدة بيانات الفيلم (الإنجليزية)
- جيمس هارفي وارد على موقع كينوبويسك (الروسية)